# غاري هغ
غاري هغ (بالإنجليزية: Gary Hug)‏ هو عالم فلك أمريكي، ولد في 29 أكتوبر 1950.